# Donji Kukuruzari
Donji Kukuruzari (srbsky Доњи Кукурузари) je vesnice a sídlo stejnojmenné opčiny v Chorvatsku. Nachází se v Sisacko-moslavinské župě, na řece Sunji, asi 4 km severozápadně od Hrvatské Kostajnice a asi 24 km jihovýchodně od Petrinje. V roce 2011 žilo ve vesnici 297 obyvatel, v celé opčině pak 1 634 obyvatel.
V opčině se nachází celkem 15 obydlených vesnic. Největší vesnicí je středisko opčiny Donji Kukuruzari, dalšími většími vesnicemi jsou Donja Velešnja, Mečenčani a Babina Rijeka. Nejmenší vesnicí je Lovča s 19 obyvateli.
- Babina Rijeka – 127 obyvatel
- Borojevići – 119 obyvatel
- Donja Velešnja – 261 obyvatel
- Donji Bjelovac – 43 obyvatel
- Donji Kukuruzari – 297 obyvatel
- Gornja Velešnja – 73 obyvatel
- Gornji Bjelovac – 53 obyvatel
- Gornji Kukuruzari – 51 obyvatel
- Knezovljani – 81 obyvatel
- Komogovina – 126 obyvatel
- Kostreši Bjelovački – 43 obyvatel
- Lovča – 19 obyvatel
- Mečenčani – 148 obyvatel
- Prevršac – 120 obyvatel
- Umetić – 73 obyvatel

Opčinou prochází silnice D30.